# Melodifestivalen
O Melodifestivalen é o festival da canção organizado pela estação pública de televisão sueca SVT, que se realiza desde 1958.
É, entre todas as seleções nacionais das músicas representativas de cada país na Eurovisão, a mais importante e a maior, visto que muitos dos seus artistas integrantes são famosos - Podemos tomar como exemplo os ABBA.
O facto da Suécia ser um país com um excelente desempenho no Festival Europeu é, em parte, consequência da grandeza do Melodifestivalen.

## Votação

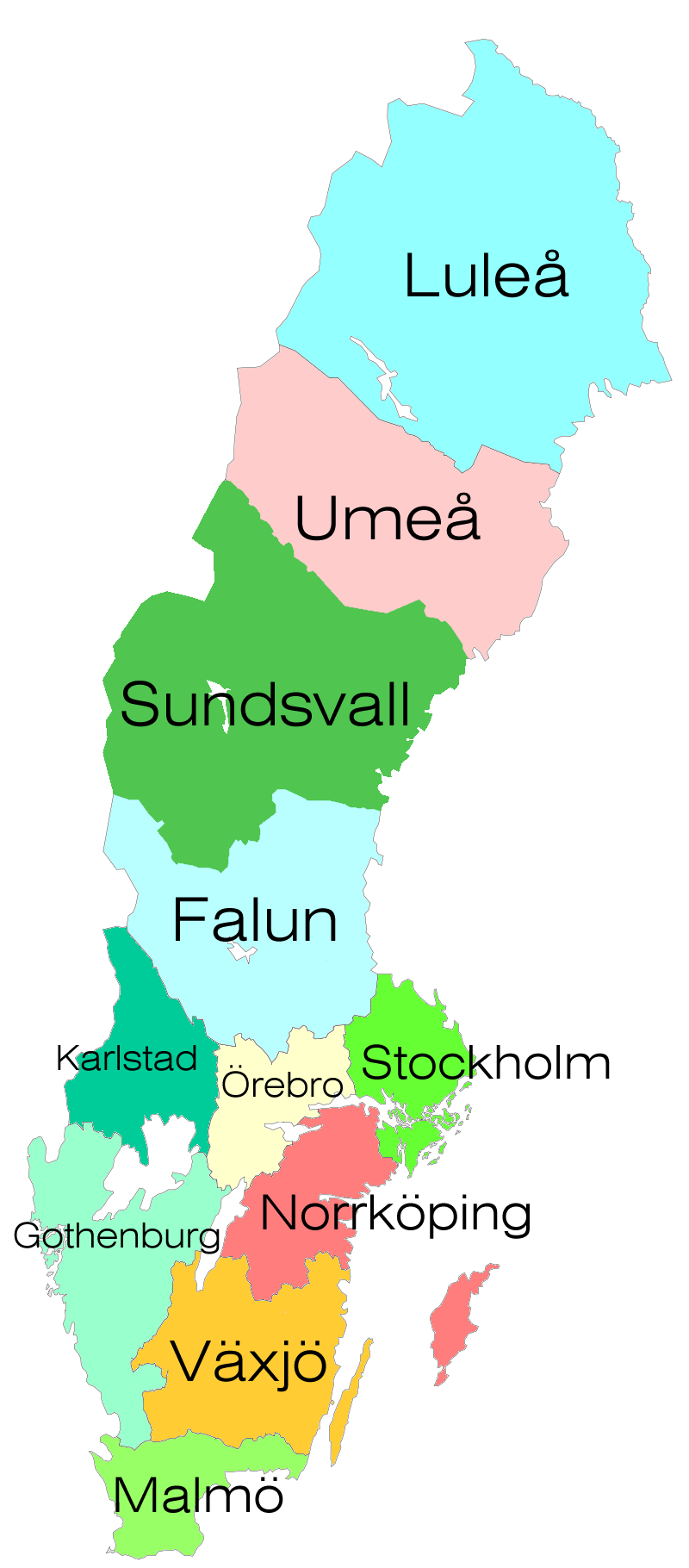
Cities in which juries at the Melodifestivalen final are based, and the districts they represent.

Na Eurovisão, os votos são 1,2,3,4,5,6,7,8,10 e 12 pontos, sendo que o júri e o público têm, ambos, 50% cada da expressão dos votos. Na Suécia, mais precisamente, no Melodifestivalen, na tentativa de escolher a melhor canção, os suecos também adoptam um modelo semelhante. Os votos são 1,2,4,6,8,10 e 12 para os júris e para o público, dependendo do número de júris (n), os votos são n, 2n, 4n, 6n, 8n, 10n e 12n.
Por exemplo, o número de cidades/júris a votar são 11 (normalmente o são). Os votos do público serão: 11, 22, 44, 66, 88, 110 e 132. No interesse de uma opinião não sueca, os suecos também escolhem uma 11º música para a final através da escolha do júri internacional.
Além das 4 semifinais que determinam, cada, 2 finalistas, existe a (Andra Chansen), em português, Segunda Chance. Nesta 5ª semifinal estão presentes os 3º's e 4º's lugares de todas as semifinais. O processo de votação é diferente. Apenas vota o público e esta semifinal consiste em duelos. Esta semifinal também determina outros 2 finalistas.

## Vencedores

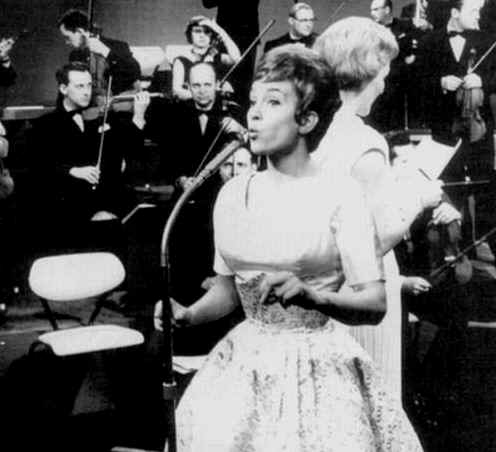
Siw Malmkvist

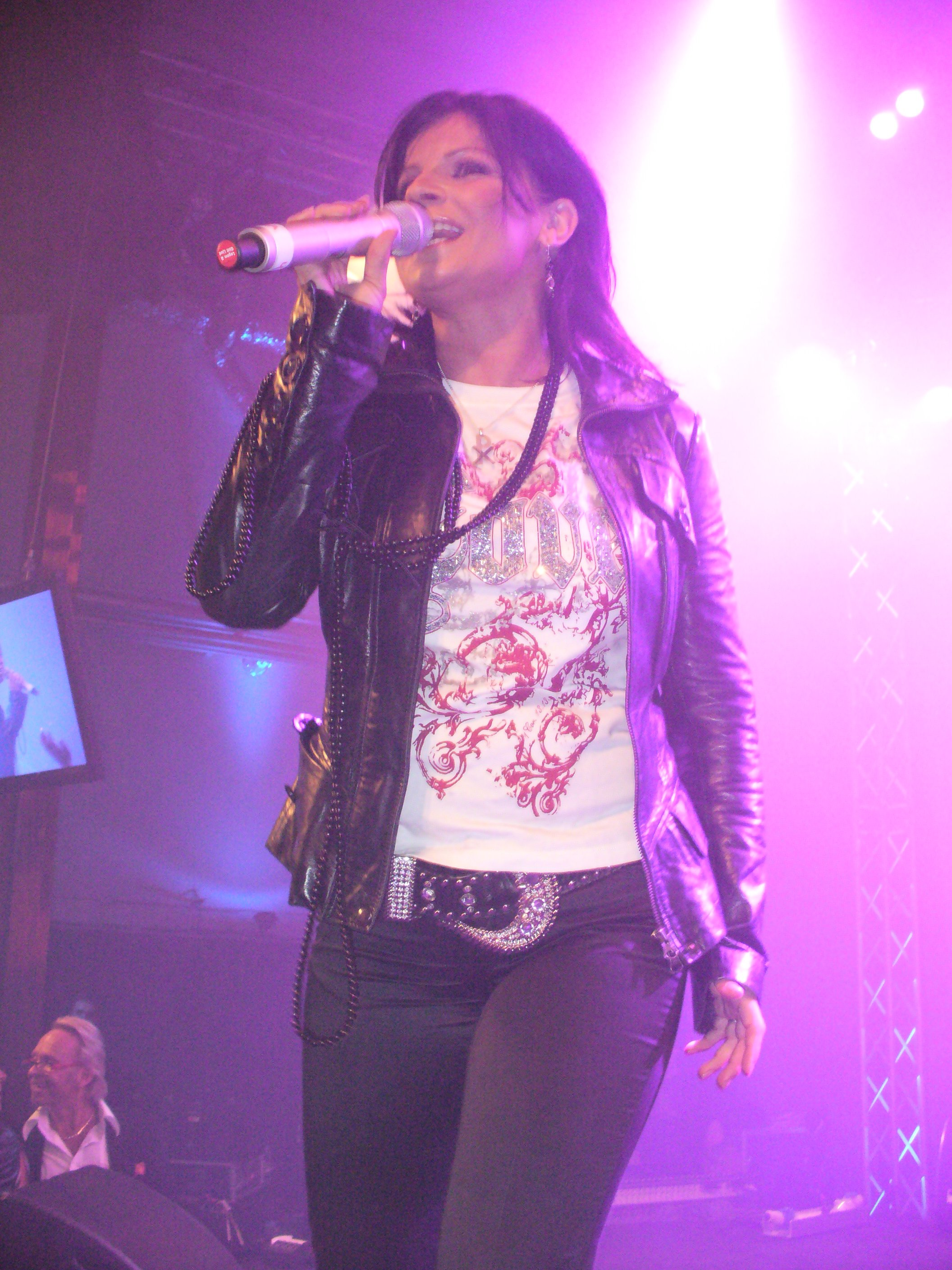
Carola Häggkvist

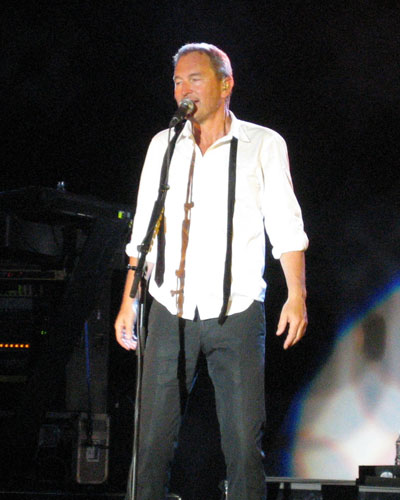
Tomas Ledin

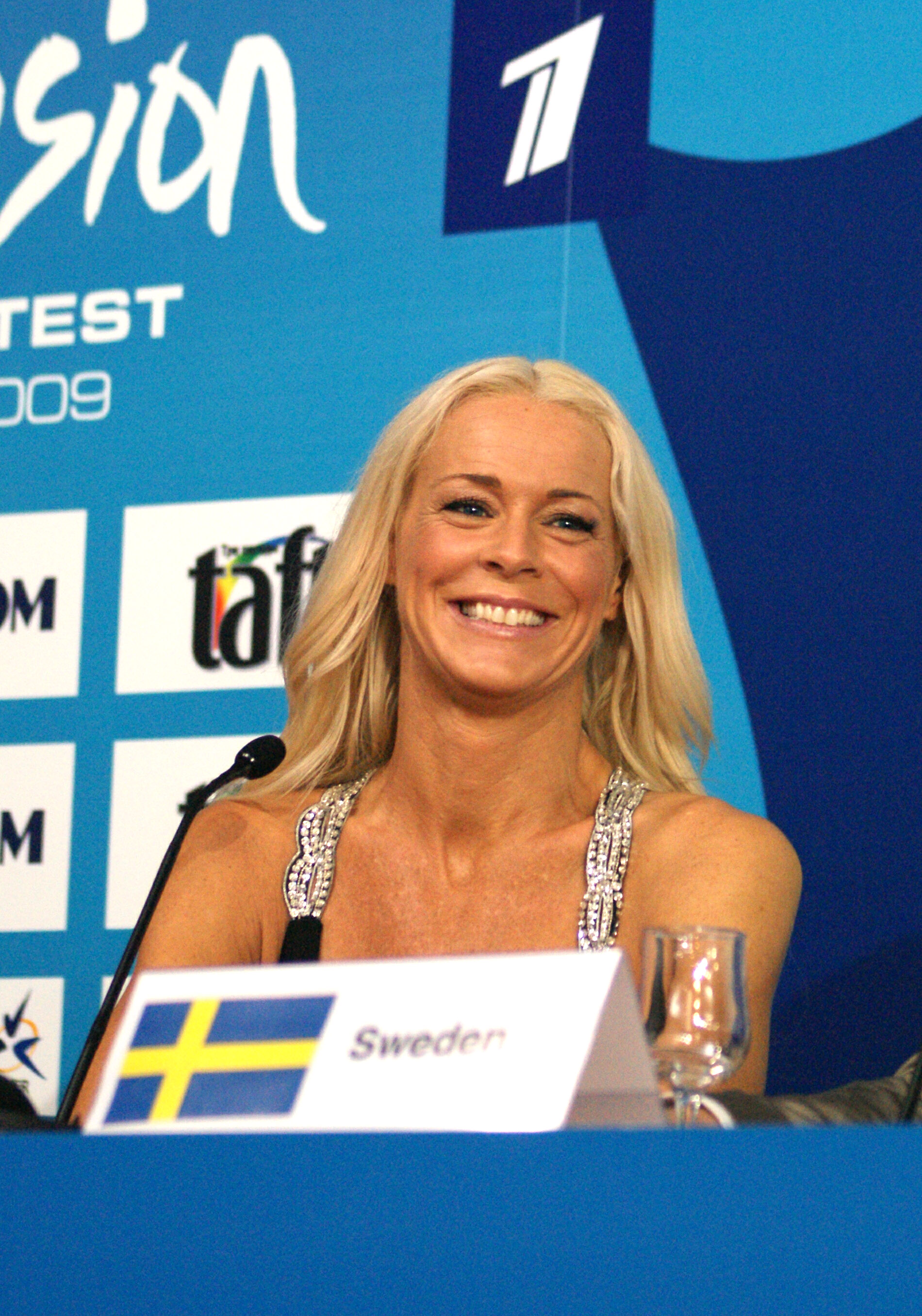
Malena Ernman

| Ano  | Canção                                | Artista                            | Classificação no Festival Eurovisão da Canção |
| ---- | ------------------------------------- | ---------------------------------- | --------------------------------------------- |
| 1958 | "Lilla stjärna"                       | Alice Babs                         | 4º                                            |
| 1959 | "Augustin"                            | Siw Malmkvist                      | 9º (cantada por Brita Borg )                  |
| 1960 | "Alla andra får varann"               | Östen Warnerbring & Inger Berggren | 10º (cantada por Siw Malmkvist)               |
| 1961 | "April, april"                        | Siw Malmkvist & Gunnar Wiklund     | 14º (cantada por Lill-Babs)                   |
| 1962 | "Sol och vår"                         | Inger Berggren                     | 7º                                            |
| 1963 | "En gång i Stockholm"                 | Monica Zetterlund                  | 13º                                           |
| 1964 |                                       |                                    |                                               |
| 1965 | "Annostädes vals"                     | Ingvar Wixell                      | 10º (como "Absent Friends")                   |
| 1966 | "Nygammal vals"                       | Lill Lindfors & Svante Thuresson   | 2º                                            |
| 1967 | "Som en dröm"                         | Östen Warnerbring                  | 8º                                            |
| 1968 | "Det börjar verka kärlek, banne mej"  | Claes-Göran Hederström             | 5º                                            |
| 1969 | "Judy, min vän"                       | Tommy Körberg                      | 9º                                            |
| 1970 |                                       |                                    |                                               |
| 1971 | "Vita vidder"                         | Family Four                        | 6º                                            |
| 1972 | "Härliga sommardag"                   | Family Four                        | 13º                                           |
| 1973 | "Sommaren som aldrig säger nej"       | Nova & The Dolls                   | 5º (como "You're Summer")                     |
| 1974 | "Waterloo"                            | ABBA                               | 1º                                            |
| 1975 | "Jennie, Jennie"                      | Lasse Berghagen                    | 8º                                            |
| 1976 |                                       |                                    |                                               |
| 1977 | "Beatles"                             | Forbes                             | 18º                                           |
| 1978 | "Det blir alltid värre framåt natten" | Björn Skifs                        | 14º                                           |
| 1979 | "Satellit"                            | Ted Gärdestad                      | 17º                                           |
| 1980 | "Just nu!"                            | Tomas Ledin                        | 10º                                           |
| 1981 | "Fångad i en dröm"                    | Björn Skifs                        | 10º                                           |
| 1982 | "Dag efter dag"                       | Chips                              | 8º                                            |
| 1983 | "Främling "                           | Carola Häggkvist                   | 3º                                            |
| 1984 | "Diggi-Loo Diggi-Ley"                 | Herreys                            | 1º                                            |
| 1985 | "Bra vibrationer"                     | Kikki Danielsson                   | 3º                                            |
| 1986 | "E' de' det här du kallar kärlek?"    | Lasse Holm & Monica Törnell        | 5º                                            |
| 1987 | "Fyra bugg och en coca cola"          | Lotta Engberg                      | 12º                                           |
| 1988 | "Stad i ljus"                         | Tommy Körberg                      | 12º                                           |
| 1989 | "En dag"                              | Tommy Nilsson                      | 4º                                            |
| 1990 | "Som en vind"                         | Edin-Ådahl                         | 16º                                           |
| 1991 | "Fångad av en stormvind"              | Carola Häggkvist                   | 1º                                            |
| 1992 | "I morgon är en annan dag"            | Christer Björkman                  | 22º                                           |
| 1993 | "Eloise"                              | Arvingarna                         | 7º                                            |
| 1994 | "Stjärnorna"                          | Roger Pontare & Marie Bergman      | 13º                                           |
| 1995 | "Se på mej"                           | Jan Johansen                       | 3º                                            |
| 1996 | "Den vilda"                           | One More Time                      | 3º                                            |
| 1997 | "Bara hon älskar mej"                 | Blond                              | 14º                                           |
| 1998 | "Kärleken är"                         | Jill Johnson                       | 10º                                           |
| 1999 | "Tusen och en natt"                   | Charlotte Nilsson                  | 1º (como "Take Me to Your Heaven")            |
| 2000 | "När vindarna viskar mitt namn"       | Roger Pontare                      | 7º (como "When Spirits Are Calling My Name")  |
| 2001 | "Lyssna till ditt hjärta"             | Friends                            | 5º (como "Listen To Your Heartbeat")          |
| 2002 | "Never Let It Go"                     | Afro-Dite                          | 8º                                            |
| 2003 | "Give Me Your Love"                   | Fame                               | 5º                                            |
| 2004 | "Det gör ont"                         | Lena Philipsson                    | 5º (como "It Hurts")                          |
| 2005 | "Las Vegas"                           | Martin Stenmarck                   | 19º                                           |
| 2006 | "Evighet"                             | Carola                             | 5º (como "Invincible")                        |
| 2007 | "The Worring Kind"                    | The Ark                            | 18º                                           |
| 2008 | "Hero"                                | Charlotte Perrelli                 | 18º                                           |
| 2009 | "La voix"                             | Malena Ernman                      | 21º                                           |
| 2010 | "This is my life"                     | Anna Bergendahl                    | 11º - SF                                      |
| 2011 | "Popular"                             | Eric Saade                         | 3º                                            |
| 2012 | "Euphoria"                            | Loreen                             | 1º                                            |
| 2013 | "You"                                 | Robin Stjernberg                   | 14º                                           |
| 2014 | "Undo"                                | Sanna Nielsen                      | 3º                                            |
| 2015 | "Heroes"                              | Mans Zelmerlow                     | 1º                                            |
| 2016 | "If I Were Sorry"                     | Frans                              | 5º                                            |
| 2017 | "I Can't Go On"                       | Robin Bengtsson                    | 5º                                            |
| 2018 | "Dance You Off"                       | Benjamin Ingrosso                  | 7º                                            |

## Semifinais e repescarem
Criado em 2002, as quatro semifinais são realizadas a cada ano em diferentes partes do país, a cidade de Gotemburgo é a semifinal já recebeu mais de 4. Participa em cada semifinal 8 músicas, cinco das quais ocorrem na segunda fase e, finalmente, estes são 2 corredores e 2 na repescagem, onde os 8 candidatos, tanto de acesso a Arena Globen na final da Estocolmo, casa dos 10 finalistas.